# Charm School
Charm School — восьмой студийный альбом шведской поп-рок-группы Roxette, выпущенный 11 февраля 2011 года. Предыдущая студийная пластинка Пера Гессле и Мари Фредрикссон была записана десять лет назад в 2001 году и называлась Room Service. 26 мая 2011 года перед выходом видеоклипа на песню «Way Out» организатор гастролей Roxette компания Live Nation разослала в шведские СМИ пресс-релиз, в котором среди прочего было указано, что альбом до указанного дня с момента начала продаж был распродан тиражом более 300 000 копий по всему миру, а также получил «золотую» сертификацию в Германии, России, Швеции и Швейцарии. Всего за 25 лет творческой деятельности, по сведениям звукозаписывающей студии EMI Svenska AB, группа продала более 70 млн копий своих альбомов.

## Об альбоме
Запись Charm School проходила при участии постоянных участников группы Roxette — клавишника Кларенса Эвермана и гитариста Кристофера Лундквиста. Они же являются и главными продюсерами данного релиза. Альбом записывался в студии Лундквиста Aerosol Grey Machine Studios в Валларуме на юге Швеции (лен Сконе) и в Стокгольме на студиях EMI. Сведение альбома происходило в Нью-Йорке в ноябре-декабре 2010 года при участии Лундквиста и Гессле, а также Бьорна Энгельмана, который работал с группой над сведением альбома Room Service (2001).
Стиль музыки сами музыканты охарактеризовали как «модернизированный и в то же время классический Roxette».

## Обложка
Автором фотографии и дизайна буклета выступил Пэр Викхольм, который уже сотрудничал с Пером Гессле и разработал дизайн для его сольного альбома Party Crasher (2009).

## Список композиций
На обычной версии альбома записано 12 песен. В deluxe версии — 2 диска, один из которых — обычный альбом, а второй диск — живой альбом с записью песен с прошедших в 2010 году концертов в Санкт-Петербурге, Хальмстаде и Ставангере (Норвегия). В альбоме нет заглавного трека: песня «Charm School» появилась лишь на следующем студийном альбоме дуэта Travelling (2012) под названием «Touched By the Hand of God».
Слова и музыка всех песен — Пер Гессле.
| №                   | Название                               | Длительность |
| ------------------- | -------------------------------------- | ------------ |
| 1.                  | «Way Out»                              | 2:44         |
| 2.                  | «No One Makes It on Her Own»           | 3:42         |
| 3.                  | «She’s Got Nothing On (But the Radio)» | 3:34         |
| 4.                  | «Speak to Me»                          | 3:42         |
| 5.                  | «I’m Glad You Called»                  | 2:48         |
| 6.                  | «Only When I Dream»                    | 3:50         |
| 7.                  | «Dream On»                             | 3:09         |
| 8.                  | «Big Black Cadillac»                   | 3:05         |
| 9.                  | «In My Own Way»                        | 3:30         |
| 10.                 | «After All»                            | 3:15         |
| 11.                 | «Happy on the Outside»                 | 3:37         |
| 12.                 | «Sitting on Top of the World»          | 3:55         |
| Общая длительность: | Общая длительность:                    | 40:51        |

| №                   | Название | Длительность |
| ------------------- | --- | ------------ |
| 13.                 | «It Must Have Been Love» (концертная запись 12 сентября 2010 года в Ледовом дворце Санкт-Петербурга, Россия) | 6:01         |
| Общая длительность: | Общая длительность:                                                                                          | 46:52        |

Слова и музыка всех песен — Пер Гессле, Мари Фредрикссон, Матс МП Перссон.
| №                   | Название | Длительность |
| ------------------- | --- | ------------ |
| 1.                  | «Dressed for Success» (концертная запись 12 сентября 2010 года в Ледовом дворце Санкт-Петербурга, Россия)           | 4:36         |
| 2.                  | «Sleeping in My Car» (концертная запись 21 августа 2010 года в Vistestranden, Ставангер, Норвегия)                  | 3:41         |
| 3.                  | «Wish I Could Fly» (концертная запись 12 сентября 2010 года в Ледовом дворце Санкт-Петербурга, Россия)              | 4:51         |
| 4.                  | «7twenty7» (концертная запись 14 августа 2010 года в Marknadsplatsen, Хальмстад, Швеция)                            | 3:57         |
| 5.                  | «Perfect Day» (концертная запись 12 сентября 2010 года в Ледовом дворце Санкт-Петербурга, Россия)                   | 3:19         |
| 6.                  | «Things Will Never Be the Same» (концертная запись 12 сентября 2010 года в Ледовом дворце Санкт-Петербурга, Россия) | 3:00         |
| 7.                  | «How Do You Do!»/«Dangerous» (концертная запись 21 августа 2010 года в Vistestranden, Ставангер, Норвегия)          | 6:55         |
| 8.                  | «Silver Blue» (концертная запись 12 сентября 2010 года в Ледовом дворце Санкт-Петербурга, Россия)                   | 5:10         |
| 9.                  | «Joyride» (концертная запись 12 сентября 2010 года в Ледовом дворце Санкт-Петербурга, Россия)                       | 4:27         |
| 10.                 | «Listen to Your Heart» (концертная запись 12 сентября 2010 года в Ледовом дворце Санкт-Петербурга, Россия)          | 5:46         |
| 11.                 | «The Look» (концертная запись 14 августа 2010 года в Marknadsplatsen, Хальмстад, Швеция)                            | 6:23         |
| 12.                 | «Church of Your Heart» (концертная запись 12 сентября 2010 года в Ледовом дворце Санкт-Петербурга, Россия)          | 4:07         |
| Общая длительность: | Общая длительность:                                                                                                 | 56:12        |

### The Per Gessle Archives — The Charm School Demos
В полночь 18 апреля 2025 года Пер Гессле выпустил демоверсии песен из альбома в рамках проекта «The Per Gessle Archives». Все песни уже выпускались ранее на бонус-диске «Charm School Revisited». Записанная в студии AGM демоверсия песни «I’m Glad You Called» ранее выпускалась в сборнике «The Per Gessle Archives — Demos & Other Fun Stuff! Vol. 4» (2014).
Демоверсия под № 14 «Always The Last» была записана в альбоме под названием «Always The Last To Know». Существует друга демоверсия этой песни, «Always The Last To Know (Studio Vinden Demo 1998)», записанная в домашней студии «Vinden» Мари Фредрикссон в 1998 году. Эта версия 1998 года была включена в сборник демоверсий песен Roxette «Bag Of Trix (Music From The Roxette Vaults)».
1. Way Out (T&A Studio — Jan 25, 2010)
2. No One Makes It On Her Own (T&A Studio — Jul 26, 2010)
3. She’s Got Nothing On (But The Radio) (T&A Studio — Aug 7, 2009)
4. Speak To Me (T&A Studio — Jul 13, 2010)
5. I’m Glad You Called (Westin Hotel, Rotterdam — Nov 19, 2009)
6. Only When I Dream (T&A Studio — Aug 7, 2009)
7. Dream On (T&A Studio — Jan 25, 2010)
8. Big Black Cadillac (T&A Studio — Jul 2, 2010)
9. In My Own Way (T&A Studio — Aug 7, 2009)
10. After All (T&A Studio — Jul 27, 2009)
11. Happy On The Outside #2 (T&A Studio — Aug 17, 2005)
12. Sitting On Top Of The World (T&A Studio — Jul 13, 2010)
13. Happy On The Outside #1 (T&A Studio — Jul 18, 2005)
14. Always The Last (AGM Studio — Jul 16, 2009)
15. I’m Glad You Called (AGM Studio — May 5-7, 2008)

## Обзор песен
- «In My Own Way» — экспрессивная баллада, написанная Гессле в 1984 году.
- «She’s Got Nothing On (But the Radio)» — написана Пером осенью 2010 года.
- «No One Makes It on Her Own» — на данном альбоме исполнена Мари Фредрикссон. В 2018 году Пер Гессле запишет песню в новой аранжировке, больше в стиле кантри, со скрипкой, и исполнит ее дуэтом с Хеленой Юсефссон. Новая версия войдёт в его десятый сольный альбом Small Town Talk (2018).

### Песни, не вошедшие в альбом
- «Always the Last»: Пер Гессле записал демоверсию этой песни 16 июля 2009 года совместно с Кристофером Лундквистом, в его студии «Aerosol Grey Machine» в Валларуме, лен Сконе, Швеция[19]. Запись этой демоверсии вышла в цифровом альбоме «The Per Gessle Archives — The Charm School Demos» в апреле 2025 года.

## Синглы
1. She’s Got Nothing On (But the Radio) — выпущен 7.01.2011
  - Wish I Could Fly (с концерта в Санкт-Петербурге, 12 сентября 2010 года)
2. Speak to Me — выпущен 18.04.2011 в Швеции
  - Speak to Me (Remix)
  - Speak to Me (Bassflow Remake)
  - Speak to Me (Bassflow Remake instrumental)
3. Way Out — второй сингл с альбома только в Германии и Австрии выпущен 10.06.2011
  - Way Out
  - Crash! Boom! Bang! / Anyone (Live Forest National, Брюссель, 22 октября 2001 года)

## Критика и отзывы прессы
Альбом получил неоднозначные отзывы в шведской прессе. Музыкальный обозреватель газеты Expressen Андерс Нунстед поставил альбому оценку 2 из 5, написав, что «новый альбом Roxette — это чистое возвращение к успешному звучанию. Только немного более скучное. Без былого шарма». Журналист добавил: «…альбом не плох, даже в два раза лучше, чем Room Service. Под эту музыку можно ехать на машине со скоростью 70 км/ч без конкретного пункта назначения. Просто, но не захватывающе. Тогда это звучало бы здорово». Svenska Dagbladet поместила резкую рецензию, присвоив альбому одну звезду и написав: «Сейчас слишком много поп-музыки, чтобы можно было отыскать хотя бы одну причину для существования этого альбома». Ульф Густавссон из газеты Upsala Nya Tidning похвалил Charm School, назвав его одним из лучших альбомов Roxette и высоко оценив вокал Фредрикссон.
Чешские издания T-Music и Rockandpop оценили альбом крайне положительно. Последнее даже поставило оценку 4 из 5. Немецкое издание Plattentests поставило диску 5/10, в то время как читатели портала оценили альбом на 8/10.
Популярный греческий музыкальный обозреватель The Music Bug оценил альбом в своем блоге и поставил ему 9/10. Итальянская пресса также оценила альбом положительно.

## Участники записи
Roxette:
- Пер Гессле — вокал, гитара
- Мари Фредрикссон — вокал

Аккомпанирующий состав:
- Кристофер Лундквист — гитара, бэк-вокал
- Кларенс Эверман — клавишные
- Йенс Йонссон — ударные